# Romancero
Romancero è un termine che designa le antiche raccolte di romances, componimenti epico-lirici spagnoli in ottonari con assonanza dei versi pari.
Le prime raccolte di romances risalgono alla seconda metà del Quattrocento e sono pubblicate quasi sempre su fogli volanti. Il primo romancero vero e proprio, stampato fra il 1545 e il 1550, è il Cancionero de romances, detto sin año (senza data), assemblato dallo scrivano reale Juan Alfonso de Baena e composto da 576 composizioni di autori noti e anonimi, cui seguirono numerose altre raccolte antologiche o per argomento, come ad esempio il Romancero del Cid.
Un'altra edizione importante è quella del Romancero General di Madrid, del 1600, cui fecero seguito ristampe ed aggiornamenti. 

## Origini
La discussione intorno al problema delle origini del romance si animò con il risvegliarsi dell'interesse per la poesia popolare e con il fiorire degli studi filologici. 
La teoria oggi generalmente accettata è quella secondo cui il romance deriva dagli antichi canti di gesta o poemi epici, avanzata dal venezuelano Andrès Bello (1781-1865), formulata in seguito da Manuel Milà (1818-1884) e ripresa e sviluppata da Pelayo e Pidal.
Il rinnovato gusto popolare, infatti, ne avrebbe isolato frammenti ed episodi ad esso più aderenti e, reso più agile e vivo il ritmo, vi avrebbe trasfuso nuovi elementi romanzeschi e lirici; lo stesso verso ottosillabico sarebbe la trascrizione del verso di 16 sillabe a rima baciata dei cantari, diviso in due emistichi.
Secondo la classificazione generalmente adottata, i romances si dividono in viejos (vecchi), eruditos (eruditi) e artìsticos (artistici). I primi, anonimi e tramandati oralmente, sono raggruppati a seconda dell'argomento in storici (che trattano i temi tradizionali dell'etica spagnola), cavallereschi (cicli carolingio e bretone), lirici (a carattere amoroso), novelleschi (tratti da leggende classiche e medievali o dalla mitologia) e fronterizos (quelli che celebrano le lotte di frontiera fra mori e cristiani).
I romances eruditi sono imitazioni o rifacimenti di romances viejos ad opera di poeti del secolo sedicesimo. 
Quelli artistici, infine, sono composizioni originali di poeti quali Lope de Vega, Cervantes, Tirso de Molina, Quevedo, Góngora e altri.

## Sviluppi
Questo immenso patrimonio poetico, miniera fertilissima cui hanno attinto poeti di tutte le età, incontrò con il Romanticismo rinnovato favore ed esercitò larga influenza sia in Spagna (Duca di Rivas, Zorrilla), sia in Francia (Victor Hugo, Leconte de Lisle), sia in Germania, dove fu tradotto e approfonditamente studiato da Herder, E.T.A. Hoffmann e Friedrich Schlegel, che in Gran Bretagna, dove lasciò traccia nelle ballate dell'Ottocento e in autori come Byron, Walter Scott, e altri.
Mantenuto vivo dalla tradizione popolare in Spagna e nei paesi dell'emigrazione spagnola, in epoche recenti al romance si sono affezionati anche poeti del calibro di Antonio Machado e Federico García Lorca con Romancero gitano.